# Brezany (Žilina)
Brezany (Hongaars: Litvaberzseny) is een Slowaakse gemeente in de regio Žilina, en maakt deel uit van het district Žilina.
Brezany telt 518 inwoners.